# Gravity (John Mayer)
Gravity è un singolo del cantautore statunitense John Mayer, pubblicato il 12 settembre 2006 come terzo estratto dal terzo album in studio Continuum.
Il brano è anche presente negli album dal vivo Try! del John Mayer Trio e Where the Light Is: John Mayer Live in Los Angeles.

## Promozione
L'11 febbraio 2007, nel corso della cerimonia di premiazione dei Grammy Awards 2007, l'artista ha interpretato il brano insieme a Corinne Bailey Rae e John Legend. Si è trattato di un medley che ha visto i tre cantanti interpretare anche Like a Star della Rae e Coming Home di Legend.

## Tracce
1. Gravity